# Černý Důl
Pour les articles homonymes, voir Důl.
Černý Důl (en allemand : Schwarzenthal) est un bourg (městys) et une station de sports d'hiver du district de Trutnov, dans la région de Hradec Králové, en Tchéquie. Sa population s'élevait à 683 habitants en 2020.

## Géographie
Černý Důl se trouve à 8 km à l'ouest de Svoboda nad Úpou, à 17 km au nord-ouest de Trutnov, à 48 km au nord de Hradec Králové et à 110 km au nord-est de Prague.
La commune est limitée par Strážné et Pec pod Sněžkou au nord, par Janské Lázně et Rudník à l'est, par Prosečné au sud, et par Dolní Lánov, Lánov et Dolní Dvůr à l'ouest.

## Histoire
La première mention écrite de la localité date de 1566. La commune a le statut de bourg (městys) depuis le 11 mars 2008.

## Tourisme
Le domaine skiable est situé sur les pentes du mont Špičák (1 001 m d'altitude). Il est composé de pistes de faible difficulté, très ensoleillées. Celles-ci sont dans la majorité enneigées par des canons à neige souvent indispensables. Elles sont relativement larges mais très courtes, et offrent un dénivelé faible - maximum 200 mètres.
La station, facile d'accès par la route, est de fait surfréquentée. Cela a pour conséquence des files d'attente très importantes — jusqu'à une vingtaine de minutes pour chaque remontée mécanique — notamment lors des semaines de vacances scolaires tchèques.